# Rifugio Angelo Sebastiani

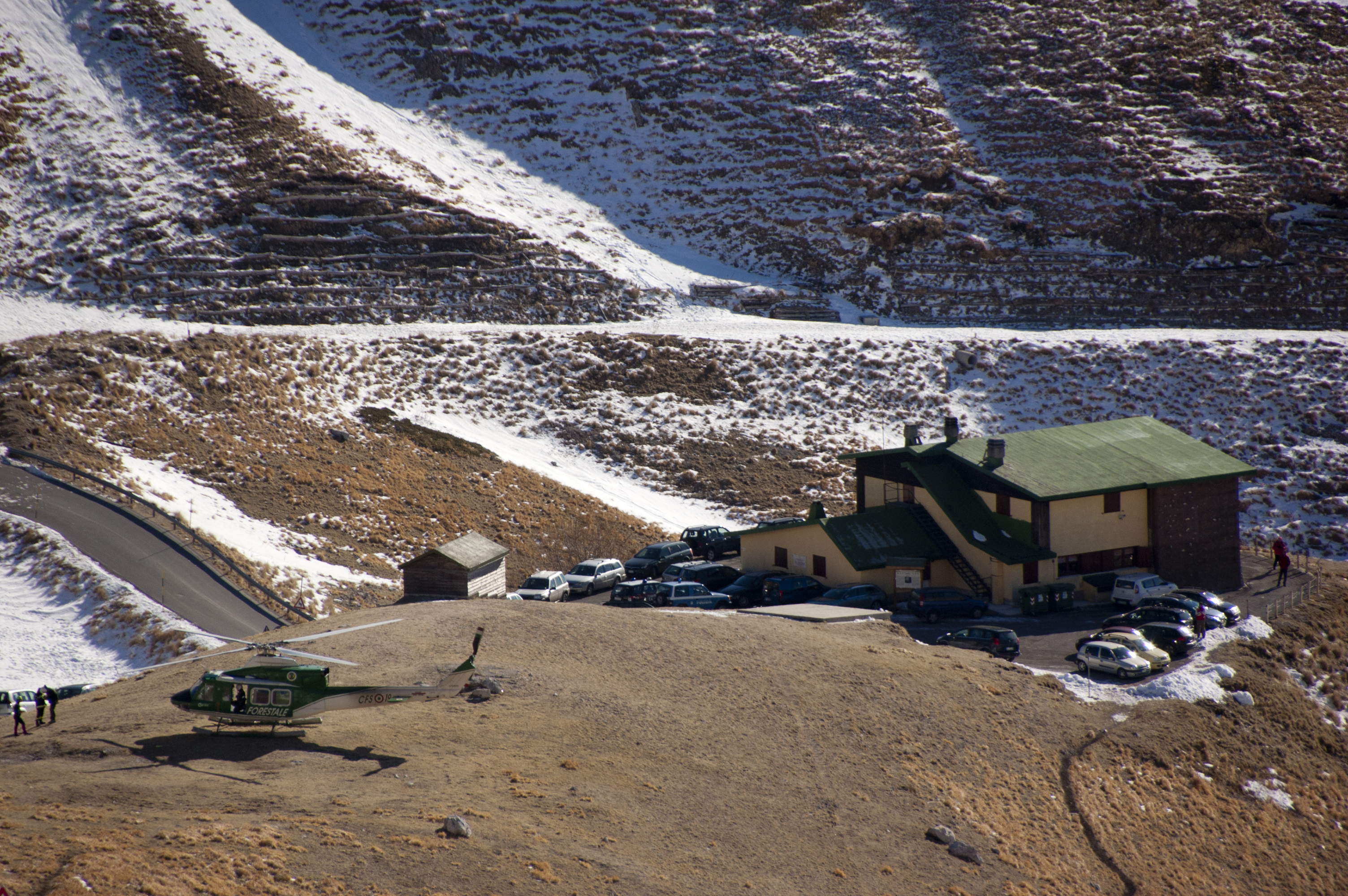
Il rifugio

Il rifugio Angelo Sebastiani è un rifugio stile alpino situato nell'Appennino abruzzese (Monti Reatini), sul versante meridionale del Monte Terminillo, in provincia di Rieti (Lazio), non lontano dalla Sella di Leonessa, ad una quota di circa 1 820 m s.l.m..

## Descrizione
Inaugurato nel 1961 e successivamente ampliato, è intitolato ad Angelo Sebastiani (Rieti 1912 - 1944), sciatore, membro fondatore del CAI di Rieti e pioniere dell'esplorazione del Terminillo, ucciso dai tedeschi in ritirata; a lui e ai suoi due fratelli fu intitolata anche la nota squadra di basket AMG Sebastiani. Meta di escursionisti d'estate e scialpinisti d'inverno, è sede di partenza per le ascese alla vetta del Terminillo e ricade all'interno del comune di Micigliano.

### Servizi
Gestito dalla sezione CAI di Rieti, è aperto tutto l'anno ed offre possibilità di vitto e alloggio con disponibilità di 24 posti letto distribuiti in 8 camere.

### Accessibilità
È facilmente raggiungibile in automobile sia dal versante reatino, salendo da Campoforogna lungo la strada provinciale 10 verso il valico della sella di Leonessa, sia dal versante di Leonessa percorrendo la stessa strada in senso opposto salendo lungo la Vallonina.

### Ascensioni
- Monte Terminillo
- Monte Terminilletto
- Monte Elefante
- Monte Valloni
- Sella di Leonessa